# Amadea (yacht)
M/Y Amadea är en megayacht tillverkad av Lürssen i Tyskland. Hon sjösattes 2016 och levererades året därpå till okänd ägare i Mellanöstern. Bara två år senare uppgavs det att megayachten var dock till försäljning. Den 5 maj 2022 meddelade USA:s justitiedepartement att den ryske oligarken Sulejman Kerimov är ägaren till Amadea och att megayachten hade blivit beslagtagen av fijianska myndigheter på begäran av USA.
Megayachten designades exteriört av Espen Øino medan interiört designades av François Zuretti. Amadea är 106,1 meter lång och har en kapacitet för 16 passagerare fördelat på åtta hytter. Den har en besättning på 36 besättningsmän samt har minst en helikopter.